# Daytona Championship USA
Daytona Championship USA es un videojuego de carreras desarrollado por Sega of China y publicado por Sega Amusements International para arcade en 2017. Es el tercer juego de la serie que se lanzará en la sala de juegos, después de Daytona USA y Daytona USA 2: Battle on the Edge.

## Jugabilidad
El juego ofrece carreras de stock-car, el jugador puede tener que enfrentarse a docenas de oponentes simultáneamente. El estilo de conducción es tipo arcade: esto quiere decir que el manejo es inmediato, a diferencia de un juego tipo "simulación", donde prima el realismo.
El objetivo es acabar en el mejor lugar, acabando la carrera antes de que la cuenta atrás llegue a cero.
Hay dos modos de juego disponibles: Single Race y Championship.
Se ofrecen 6 circuitos, divididos en 3 niveles de dificultad.
El jugador solo puede elegir un vehículo. Sin embargo, puede elegir entre una transmisión automática o manual, la primera otorgando una ligera ventaja en la aceleración, la segunda en el rendimiento de frenado.
El número de jugadores depende del número de terminales disponibles en la sala de juegos. Cuatro terminales colocados uno al lado del otro significa que cuatro jugadores pueden jugar simultáneamente. El número puede llegar incluso a ocho, ya que cada terminal tiene dos volantes.
Hay cuatro posiciones de cámara disponibles: "vista de parachoques", "vista de capó", "vista superior cercana" y "vista superior lejana".
El juego está disponible en una versión internacional en los siguientes idiomas: inglés, italiano, español, portugués, francés, ruso, turco y chino.

## Lista de circuitos
| Nombre de circuito              | Dificultad | Detalles                                        |
| ------------------------------- | ---------- | ----------------------------------------------- |
| Daytona Internationnal Speedway | Fácil      | Reproducción del circuito real del mismo nombre |
| Tree Seven Speedway             | Fácil      | Revisión visual HD del circuito de Daytona USA  |
| Lake Side Castle                | Avanzado   | Circuito original                               |
| Dinosaur Canyon                 | Avanzado   | Revisión visual HD del circuito de Daytona USA  |
| Metro City                      | Experto    | Circuito original                               |
| Seaside Street Galaxy           | Experto    | Revisión visual HD del circuito de Daytona USA  |

## Terminal
El juego se ejecuta en un sistema SEGA-Europa-R.
El terminal mide 1680 10802240⋅cm y está equipado con una pantalla HD de 42 inches, un asiento baquet fijo, un volante, un 2 elementos platos y bielas y caja de cambios de 4 posiciones. Se ofrece con una decoración inspirada en el coche Hornet, icónico de la serie.
Un sistema de cámaras situado delante del asiento permite retransmitir retratos en vídeo de los distintos jugadores del juego durante la carrera, con el fin de estimular las reacciones entre los jugadores.
El terminal también está disponible en la versión SDLX, que ofrece una inmersión mejorada mediante el uso de una pantalla de 65 pulgadas y un asiento giratorio para simular impactos y transferencias de masa.

## Banda sonora
Las pistas musicales son versiones de las pistas del juego original de 1994, compuestas y aún cantadas por Takenobu Mitsuyoshi.